# العلاقات الغرينادية الكندية
العلاقات الغرينادية الكندية هي العلاقات الثنائية التي تجمع بين غرينادا وكندا.

## مقارنة بين البلدين
هذه مقارنة عامة ومرجعية للدولتين:
| وجه المقارنة                                              | غرينادا                                | كندا                     |
| --------------------------------------------------------- | -------------------------------------- | ------------------------ |
| المساحة (كم2)                                             | 348                                    | 9.98 مليون               |
| عدد السكان (نسمة)                                         | 107.83 ألف                             | 35.70 مليون              |
| الكثافة السكانية (ن./كم²)                                 | 30.99 ألف                              | 3.58                     |
| العاصمة                                                   | سانت جورجز                             | أوتاوا                   |
| اللغة الرسمية                                             | لغة إنجليزية، إنكليزية غرنادة المولدة ‏ | لغة إنجليزية، لغة فرنسية |
| العملة                                                    | دولار شرق الكاريبي                     | دولار كندي               |
| الناتج المحلي الإجمالي (بليون دولار)                      | 1.12 مليار                             | 1.65 تريليون             |
| الناتج المحلي الإجمالي (تعادل القوة الشرائية) بليون دولار | 1.45 مليار                             | 1.59 تريليون             |
| الناتج المحلي الإجمالي الاسمي للفرد دولار أمريكي          | 9.21 ألف                               | 43.25 ألف                |
| الناتج المحلي الإجمالي للفرد دولار أمريكي                 | 12.43 ألف                              | 45.07 ألف                |
| مؤشر التنمية البشرية                                      | 0.750                                  | 0.913                    |
| رمز المكالمات الدولي                                      | +1473                                  | +1                       |
| رمز الإنترنت                                              | .gd                                    | .ca                      |
| المنطقة الزمنية                                           | 00                                     |                          |

## منظمات دولية مشتركة
يشترك البلدان في عضوية مجموعة من المنظمات الدولية، منها:
| علم المنظمة | اسم المنظمة                               | تاريخ انضمام غرينادا | تاريخ انضمام كندا |
| ----------- | ----------------------------------------- | -------------------- | ----------------- |
|             | مؤسسة التنمية الدولية                     | 28 أغسطس 1975        | 24 سبتمبر 1960    |
|             | يونسكو                                    | 17 فبراير 1975       | 4 نوفمبر 1946     |
|             | مؤسسة التمويل الدولية                     | 28 أغسطس 1975        | 20 يوليو 1956     |
|             | منظمة حظر الأسلحة الكيميائية              | ?                    | ?                 |
|             | الأمم المتحدة                             | 17 سبتمبر 1974       | 9 نوفمبر 1945     |
|             | الاتحاد الدولي للاتصالات                  | 17 نوفمبر 1981       | 1 يوليو 1908      |
|             | بنك التنمية الكاريبي ‏                     | ?                    | ?                 |
|             | منظمة الشرطة الجنائية الدولية             | ?                    | ?                 |
|             | البنك الدولي للإنشاء والتعمير             | 27 أغسطس 1975        | 27 ديسمبر 1945    |
|             | الاتحاد البريدي العالمي                   | ?                    | ?                 |
|             | المركز الدولي لتسوية المنازعات الاستشارية | 23 يونيو 1991        | 1 ديسمبر 2013     |
|             | وكالة ضمان الاستثمار متعدد الأطراف        | 12 أبريل 1988        | 12 أبريل 1988     |
|             | منظمة التجارة العالمية                    | ?                    | ?                 |
|             | دول الكومنولث                             | ?                    | ?                 |

## أعلام
هذه قائمة لبعض الشخصيات التي تربطها علاقات بالبلدين:
- براندون جاي ماكلارين (ممثل كندي، 15 أكتوبر 1982 – )
- خايمي بيترز (لاعب كرة قدم كندي، 4 مايو 1987 – )

## وصلات خارجية
- موقع وزارة الخارجية الكندية